# Mont Early
Pour les articles homonymes, voir Early.
Le mont Early est un cône volcanique culminant à 2 740 m d'altitude à l'extrémité sud de la chaîne Hays, dans la chaîne de la Reine-Maud, en Antarctique.

## Histoire
Il est découvert par l'équipe de Quin A. Blackburn, géologue lors de la deuxième expédition de Richard Byrd, lorsqu'il remonte le glacier Scott en décembre 1934. Il est gravi pour la première fois par des membres de l'équipe de George Doumani et nommé en l'honneur de Neal E. Early, pilote pour l'Institut d'études géologiques des États-Unis en 1962-1963.